# Гоце Делчев (1932 – 1933)
Вижте пояснителната страница за други значения на Гоце Делчев.
„Гоце Делчев“ (изписване до 1945 година: „Гоце Дѣлчевъ“) е българско годишно списание, орган на Македонското младежко дружество „Гоце Делчев“ във Варна.
Печата се в печатница Войников. Излизат 2 броя. Списанието поддържа левицата в македонското освободително движение. Бори се за възстановяване на революционните традиции на Гоце Делчев и Димо Хаджидимов.